# 俄国驻喀什噶尔领事馆
俄国驻喀什噶尔领事馆（俄语：Консульство Российской империи в Кашгаре），後成為苏联驻喀什噶尔领事馆，是俄罗斯帝国及苏联设立在新疆喀什噶尔（今中华人民共和国新疆维吾尔自治区喀什市）的领事馆，后升为总领馆。领事馆建筑修建于1893年，先后作为俄国和苏联的领事馆历经清朝、中华民国、中华人民共和国，直至1956年领事馆被撤销。苏联驻喀领事办公处遗迹为喀什市文物保护单位。

## 历史

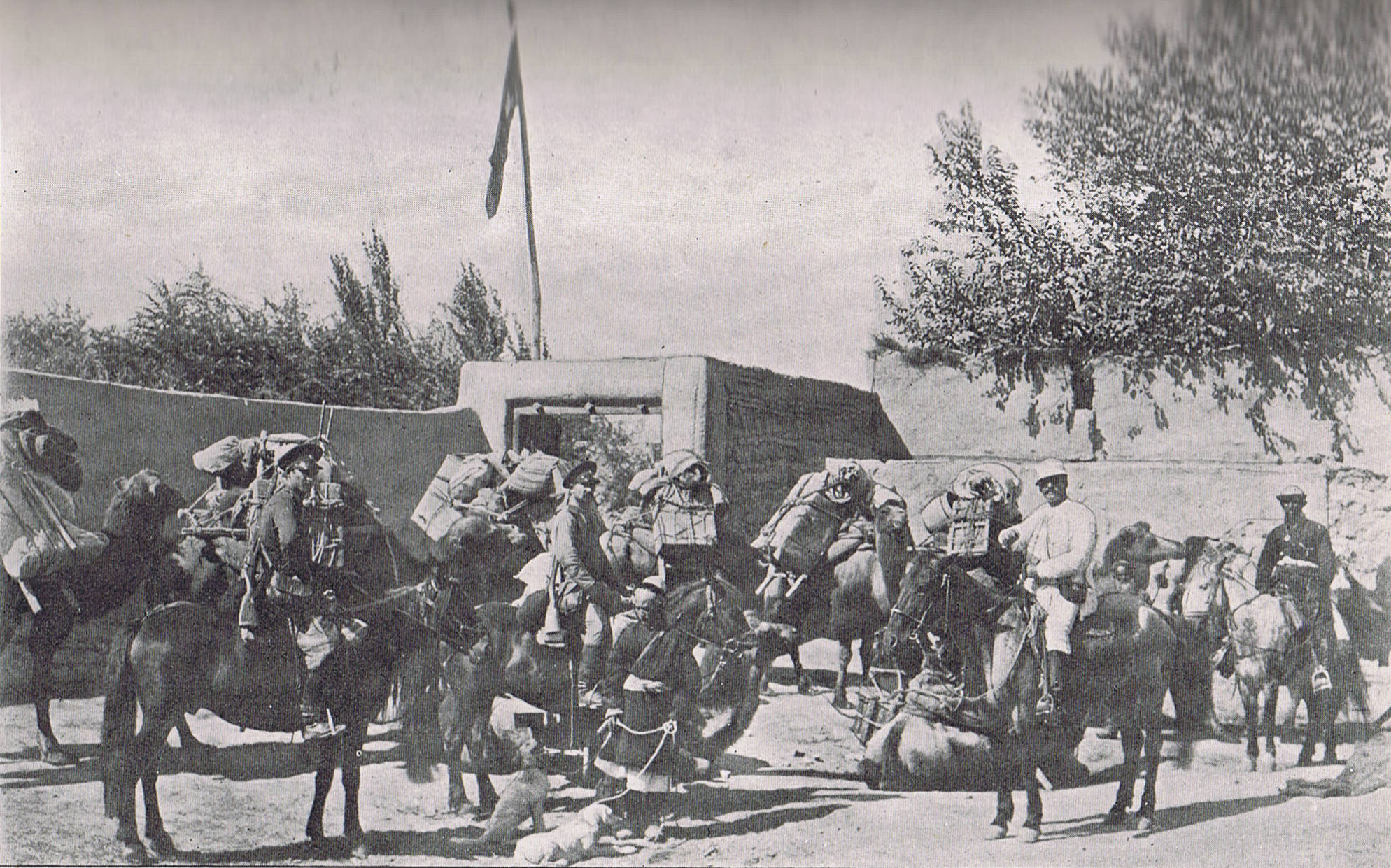
1899年，斯文·赫定抵达俄国驻喀什领事馆

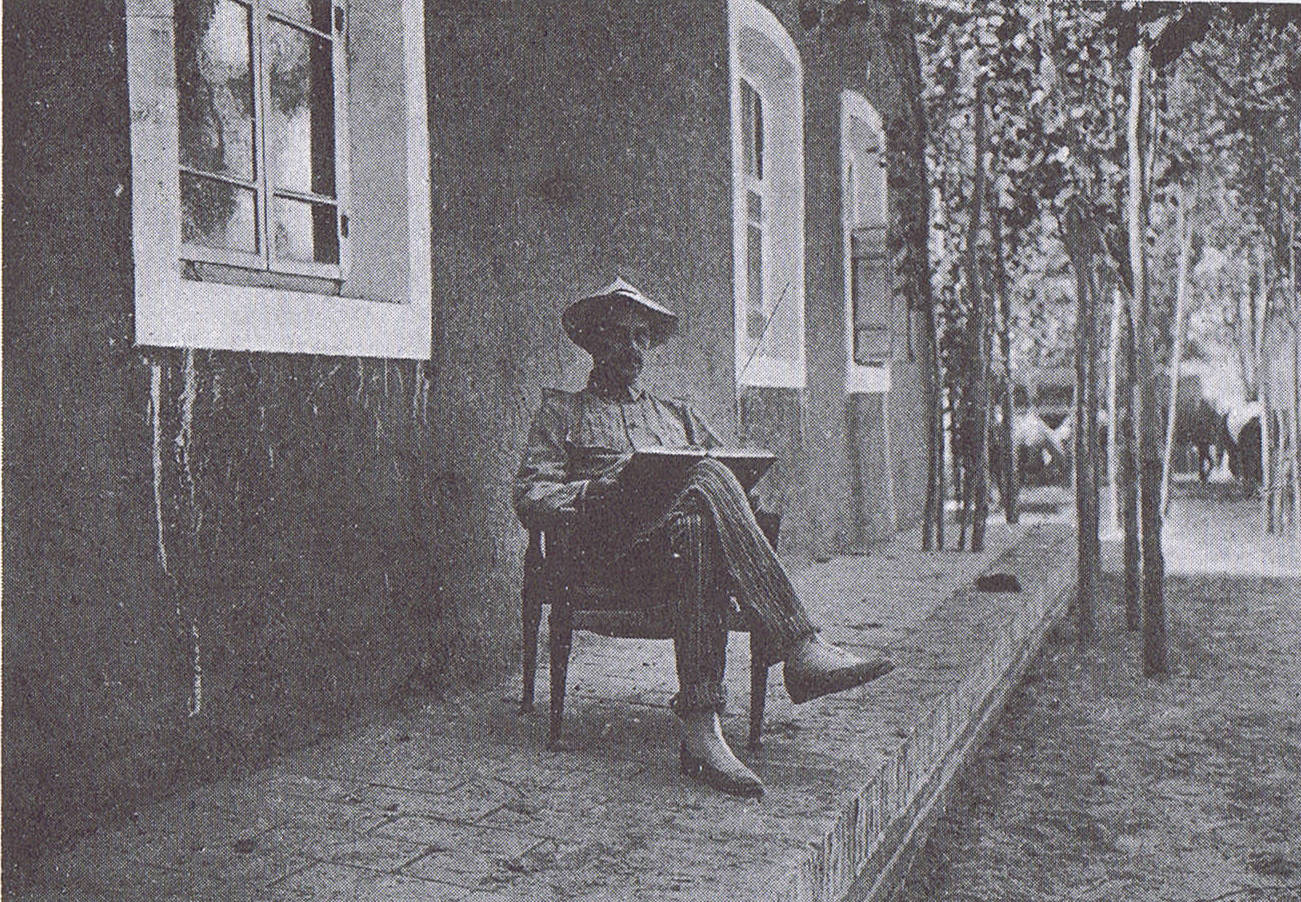
1906年，卡尔·古斯塔夫·埃米尔·曼纳海姆坐在俄国驻喀什噶尔领事馆前

清咸丰十年（1860年），清政府与俄罗斯帝国签订《中俄北京条约》，其中就有在喀什噶尔设立领事馆的内容。然而随后发生同治新疆回乱，喀什噶尔被阿古柏占领，《条约》部分事宜被搁置，俄国在喀什设领事馆一事也迁延。左宗棠收复新疆后，中俄在光绪七年（1881年）签订《中俄伊犁条约》，俄国重申在喀什噶尔设立领事馆之事，清政府予以同意。
光绪七年（1881年），俄国驻喀什噶尔领事馆正式成立。不过直到光绪八年（1882年）10月，首任俄国驻喀什领事尼古拉·彼得罗夫斯基方才就职，领事馆借用喀什噶尔回城北关（今喀什地区五金公司所在地）的数间民房办公。俄国驻喀什领事馆设领事、帮办领事、翻译官、医官、护卫马队武官各1人，马队兵47人，另外在蒲犁厅（今塔什库尔干塔吉克自治县）还驻有俄国税务官、武官各1人，马队兵16人。俄国驻喀什领事、总领事先后由彼德罗夫斯基、拉夫罗夫、科罗克罗夫、索柯夫、梅世臣等人担任。光绪十一年（1885年）5月，首任俄国驻喀什噶尔领事彼德罗夫斯基升为总领事，俄国驻喀什噶尔领事馆也升为总领事级。曾经到达领事馆的瑞典探险家斯文·赫定曾以“喀什噶尔最有势力的人”称呼彼得罗夫斯基。当地人更是调侃彼得罗夫斯基为“新察合台汗”。
光绪十九年（1893年），俄国驻喀什总领事馆由城北迁至喀什噶尔城西的色满庄新建的总领馆，即现今领事馆所在地。光绪二十六年（1900年），在俄国住喀什总领馆的支持下，华俄道胜银行喀什分行建立。华俄道胜银行后在新疆发行俄华道胜银行金币券，金币券开始和新疆省政府发行的新疆省票同时流通，甚至出现了“市民交易，非俄票不行”的情况。在清政府灭亡、中华民国建立之际，包括俄国驻喀什总领事索柯夫在内的俄国驻喀总领事馆工作人员开始在喀什噶尔、莎车县、叶城县等地登记“俄侨”并出售通商票，让当地居民加入俄籍。由于蛮横地登记俄侨，使得“俄侨”与当地群众产生矛盾，并最终导致在1912年的和阗道策勒村（今策勒县），爆发了策勒村事件。也因此事件，俄国驻喀什噶尔的军队人数增至840人。
民国六年（1917年），俄罗斯帝国爆发革命，帝国瓦解。俄国驻喀总领事馆停止办公，总领馆工作人员也开始撤回俄国，这年9月，俄国驻喀什总领事梅世臣离新返俄。领事馆财产交由喀什当局代管，俄商、俄侨事宜也由喀什地方全权处置。民国七年（1918年）8月，俄驻华公使退出中国，年底中俄断交，俄国驻喀总领事馆随之关闭。民国九年（1920年）11月，俄国驻喀什最后的总领事吴司本离开喀什，俄国在喀什噶尔的活动基本停止。这一年喀什境内仅有20多个俄国人，其中有7个孩子。
民国十四年（1925年），中华民国与苏联建交。苏联政府翻修并扩建了原俄国驻喀什总领事馆以作为苏联驻喀什总领事馆使用。这年10月10日，苏联驻喀什总使领馆正式开始办公。总领馆总领事分别由多姆皮斯（1925年到任）、波斯尼科夫（1927年到任）、捷尔库罗夫（1935年到任）、谢斯特利科夫、比克穆尔津等人担任。苏联驻喀什总使领馆自开设起，人员不断增加。民国三十七年（1948年）4月时，总领馆工作人员达54人。总领馆在这一年每隔两三个月会运进包括石油、汽油、烟、酒、糖、火柴、布匹等货品。名为自用，但实际上数量远高于总领馆所需，而且每当货到，当地市面上马上会出现出售相同货物的情况，此种行为有“漏税贸易”的说法。
中华人民共和国与苏联建交后，苏联驻喀什总领事馆仍在继续工作，领馆主要工作包括管理苏联侨民、办理护照签证等。苏联驻喀什总领事馆领区包括喀什专区、阿克苏专区、莎车专区与和田专区。总领事分别由塔卡勒肯和奥罗夫等人担任。直到1956年10月，苏联驻喀什总领事馆撤销，工作人员全部返苏，总领事奥罗夫，副领事乌列凯诺夫先后于1956年11月离新返苏。苏联驻喀什总领事馆撤销后，其领区由苏联驻乌鲁木齐市总领事馆管理，闭馆后总领馆不动产由喀什专区管理。领事馆建筑后改为喀什老宾馆，如今是喀什色满宾馆所在地。1996年2月，俄国驻喀什噶尔领事馆以苏联驻喀领事办公处遗迹之名被喀什市人民政府列为首批喀什市文物保护单位。2008年的第三次全国文物普查中被普查队调查登记。

## 建筑

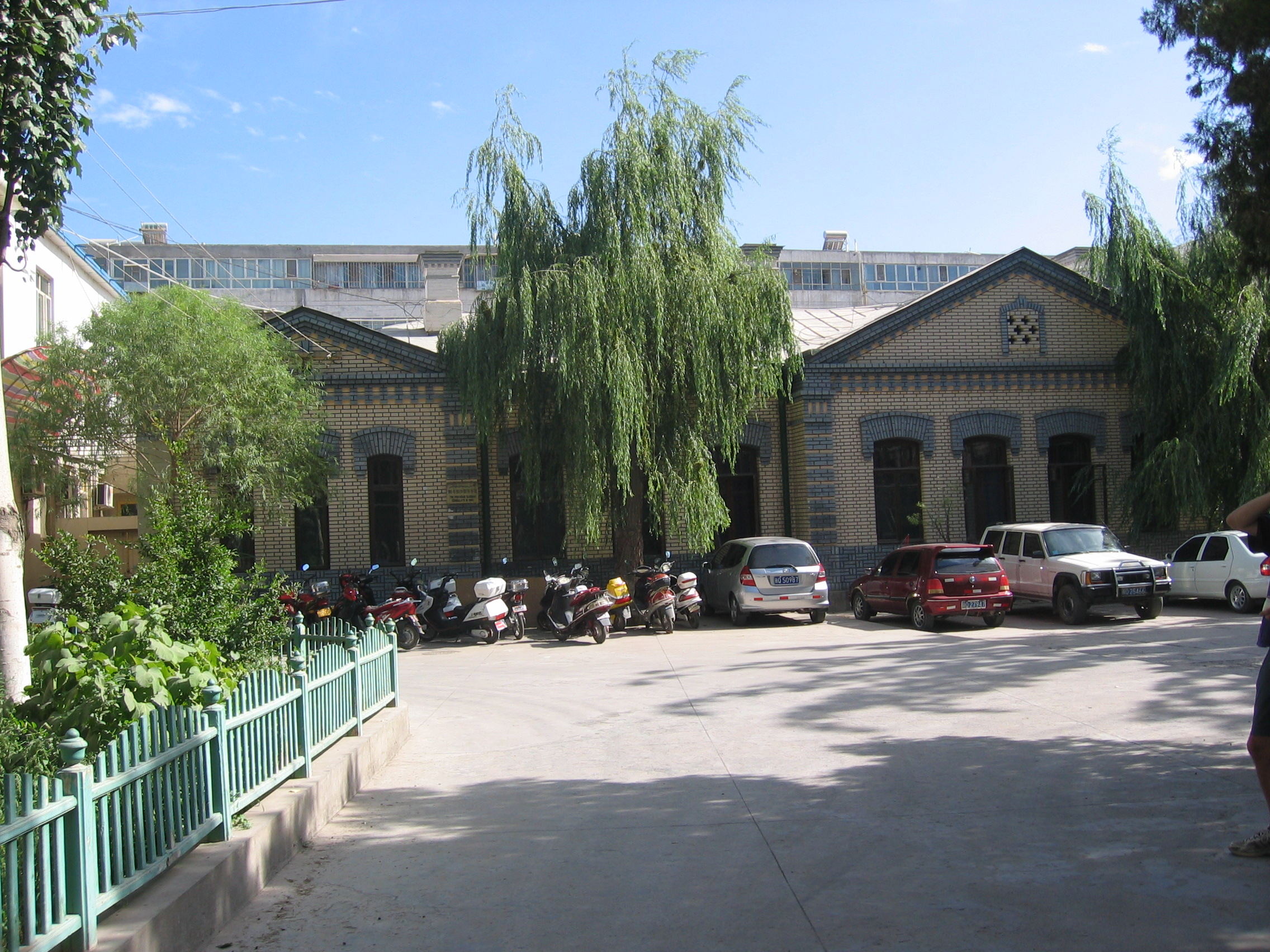
1890年原俄国领事馆远景

俄（苏）驻喀什噶尔领事馆位于中华人民共和国新疆维吾尔自治区喀什地区喀什市西北色满路337号的色满宾馆院内，建筑群位于宾馆南部。领事馆北侧为色满路，东侧为人民西路，是喀什市人口密集之地。
在1949年底，领事馆占地超过15000平方米，平面呈扇形。领事馆由10栋平房构成，建筑面积超过3600平方米，并且新配有自来水塔、游泳池、停车房。领事馆大门朝北，四周有大约5米高的土坯院墙。进入领事馆内，有长40米，宽6米的花园，花园两侧为可通行机动车的道路。领事馆正南侧是领事办公居住用房，面积500平方米。领事办公室为砖木结构建筑，房内铺有木地板，屋顶则是铁皮封顶并有5个通风小窗，正中的通风窗有孔，用来插挂有苏联国旗的旗杆。领事办公室的后厅有凉台，为木质屋架，凉台有人字形顶棚并由四根方形立柱支撑，凉台和立柱有水泥抹面。后厅凉台可看到一个种有桃树、樱桃树等果树的小果园。
领事馆大门东侧为领事馆一等秘书办公室，是面积300平方米的长方形平房，房前有长方形花园。领事办公室东侧为居住区，分别有领事卧室、副领事卧室、秘书宿舍、其他工作人员住房、驾驶员和勤杂工住房。此处也有托儿所和医院各一栋。领事馆的餐厅位于院子中间。领事馆西北角有埋葬死于喀什的苏联人的小公墓。
如今原领事馆建筑仅存领事办公室和住宿区的部分建筑共5栋建筑，面积1450平方米。其中仅原办公室的布局以及地板、墙面装饰、门窗、吊灯等内部装修保持原貌。其他建筑虽然外观变化不大，但内部装修均有所改变。2016年，色满宾馆占地面积超过3.5万平方米，除了原有的领事馆建筑外，还有新建的5层接待楼。